# Ali Sabieh (Berg)
Ali Sabieh (Somali Buurta Ali Sabieh, arabisch علي صبيح} auch: Mountain of the National Emblem) ist ein Berg im Süden Dschibutis. Er liegt in der Region Ali Sabieh und ist ein bekanntes Wahrzeichen.

## Geographie
Der Berg ist etwa 801 m hoch, ist aber ein bekanntes Wahrzeichen, da er das Wappen Dschibutis trägt. Er überblickt von Osten Ali Sabieh.

## Geschichte

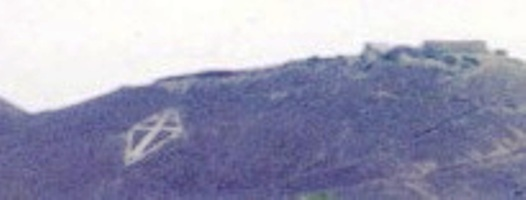
Lothringerkreuz am Ali Sabieh 1971.

1945 ließen die französischen Kolonialbehörden ein Lothringerkreuz am Berghang herausarbeiten. Nach der Unabhängigkeit von  Dschibuti 1977 wurde das Symbol entfernt und an seiner Stelle das neue Staatswappen in größerer Form angebracht.